# Hurricane (Eden Golan-dal)
A Hurricane (magyarul: Forgószél, eredeti címén: October Rain) az orosz-izraeli Eden Golan dala, mellyel Izraelt képviselte a 2024-es Eurovíziós Dalfesztiválon Malmőben. A dal belső kiválasztás során nyerte el a dalversenyen való indulás jogát.

## Eurovíziós Dalfesztivál
Golan megnyerte a 2024. február 6-án rendezett HaKokhav HaBa című tehetségkutató műsor tizedik évadjának a döntőjét, ahol a szakmai zsűri, valamint közönség pontjai alakították ki a végeredményt. A verseny fődíjaként ő képviselhette hazáját az Eurovíziós Dalfesztiválon.
A dalt először a május 9-én rendezendő második elődöntőben fellépési sorrendben tizennegyedikként adták elő, az Olaszországot képviselő Angelina Mango La noia című dala után és a Norvégiát képviselő Gåte Ulveham című dala előtt. Az elődöntőből első helyezettként továbbjutott a május 11-i döntőbe, ahol fellépési sorrendben hatodikként lépett fel, a Luxemburgot képviselő Tali Fighter című dala után és a Litvániát képviselő Silvester Belt Luktelk című dala előtt. A zsűri szavazáson a tizenkettedik helyen végzett 52 ponttal, míg a nézői szavazáson a második helyen végzett 323 ponttal (Ausztráliától, Belgiumtól, az Egyesült Királyságtól, Finnországtól, Franciaországtól, Hollandiától, Luxembourgtól, Németországtól, Olaszországtól, Portugáliától, San Marinótól, Spanyolországtól, Svájctól, Svédországtól és a Világ többi részétől maximális pontot kapott), így összesítésben 375 ponttal a verseny ötödik helyezettje lett.
A következő izraeli induló Yuval Raphael New Day Will Rise című dala volt a 2025-ös Eurovíziós Dalfesztiválon.

## Háttér
A dal szerzői szerint a Hurricane egy "személyes válságból kikerülő fiatal nő" történetét meséli el.

### Botrányok a dal kiválasztása körül
2024. február 21-én az Ynet izraeli hírportál közzétett egy hírt, amelyben azt állították, hogy az EBU elutasította az első benyújtott dalt, October Raint, mivel annak dalszövege politikai jellegűnek tekinthető. A KAN bejelentette, hogy nem terveznek változtatásokat a dalszövegben, így fennállt a veszélye annak, hogy kizárják az országot a versenyből. A KAN és az EBU később közölték, hogy a lehetséges pályaművek vizsgálata folyamatban van, és ha nem felel meg a kritériumoknak, az izraeli műsorszolgáltató lehetőséget kap arra, hogy március 11-ig módosítsa a dalszöveget vagy teljes egészében új dalt nyújtson be. A KAN kijelentette, hogy ha a dal tartalmának megváltoztatására kérik őket, azt nem teszik meg, és kénytelenek lesznek visszalépni a versenytől. Miki Zohar, Izrael kulturális és sportminisztere "botrányosnak" nevezte az EBU azon szándékát, melyben elutasítják a nevezendő dalukat, valamint "felszólította az Európai Műsorszolgáltatók Szövetségét, hogy továbbra is professzionálisan és semlegesen lépjenek fel, és ne hagyják, hogy a politika befolyásolja a művészetet". Később a miniszter a támogatását fejezte ki a dal megváltoztatása mellett, hogy az megfeleljenek a verseny kritériumainak.
Február 28-án az Ynet arról számolt be, hogy az izraeli belső kiválasztás második helyén végzett Dance Again című dalt is elutasította az EBU, ismételten a dalszöveg politikai tartalma miatt. Az October Rain című dal szövegével és a versenyben való részvételével kapcsolatos bizonytalanság ellenére a hivatalos videoklip forgatását előzetesen 2024. február 29-re tervezték. A KAN március 3-án megerősítette, hogy felkérte mindkét dal íróit, hogy "tegyék meg a szükséges módosításokat" annak érdekében, hogy az országot ne zárják ki a versenyből. Az EBU végül a harmadikként beküldött Hurricane című dalt jóváhagyta, mely az October Rain zenéjén szólal meg új dalszöveggel. A dalt 2024. március 10-én este mutatták be nyilvánosan, egy nappal a dalbeküldési határidő előtt.
Az Izrael–Hamász háború 2023. október 7-i kitörése óta több felszólalás hangzott el Izraelnek a versenyből való kizárására vonatkozóan, a Gázai övezetben folytatott katonai műveletekből eredő humanitárius válságra hivatkozva. Finnország, Izland és Norvégia nemzeti műsorszolgáltatójához több petíciót juttattak el, amelyben azt követelik, hogy gyakoroljanak nyomást az EBU-ra azzal, hogy Izrael részvétele esetén az országuk bojkottálni fogja a versenyt. A RÚV izlandi műsorszolgáltató  a nemzeti döntő győztesével, Hera Björkkel tárgyalt a részvételéről, és közösen döntöttek arról, hogy Izland jelen lesz a malmői versenyen. Végül egyetlen műsorszolgáltató sem jelezte, hogy bojkottálnák az ország részvételét a dalfesztiválon.